# Джюлекаре
Джюлекаре (серб. Ђулекаре, алб. Gjylekara) — населённый пункт в общине Медведжя Ябланичского округа Республики Сербии.

## Население
Согласно переписи населения 2002 года, в селе проживало 117 человек (70 сербов и 47 албанцев).
| Численность населения | Численность населения | Численность населения | Численность населения | Численность населения | Численность населения | Численность населения | Численность населения |
| 1948                  | 1953                  | 1961                  | 1971                  | 1981                  | 1991                  | 2002                  | 2011                  |
| --------------------- | --------------------- | --------------------- | --------------------- | --------------------- | --------------------- | --------------------- | --------------------- |
| 494                   | 552                   | 470                   | 341                   | 216                   | 149                   | 117                   | 68                    |

## Религия
Согласно церковно-административному делению Сербской православной церкви, село относится к Третьему лебанскому приходу Ябланичского архиерейского наместничества Нишской епархии. В селе расположен недействующий храм Успения Пресвятой Богородицы, построенный около 1924 года, но он находится в аварийном состоянии и не подлежит восстановлению.